# Droga wojewódzka 482
Die Droga wojewódzka 482 (DW 482) ist eine 103 Kilometer lange Droga wojewódzka (Woiwodschaftsstraße) in der polnischen Woiwodschaft Łódź und der Woiwodschaft Großpolen, die Łódź mit Bralin verbindet. Die Strecke liegt im Powiat Poznański, im Powiat Pabianicki, im Powiat Łaski, im Powiat Zduńskowolski, im Powiat Sieradzki, im Powiat Wieruszowski und im Powiat Kępiński und bietet auf der Strecke oft eine Anbindung an die Droga ekspresowa S8.

## Streckenverlauf
Woiwodschaft Łódź, Stadt Łódź
-  Łódź (Lodz) (DK 14)

Woiwodschaft Łódź, Powiat Pabianicki
- Ksawerów (Xaverow)
-  Pabianice (Pabianitz) (S 8, S 14, DK 12, DK 14, DK 71, DW 485)
-  Dobroń (Dobron) (S 14)
- Przygoń

Woiwodschaft Łódź, Powiat Łaski
-  Łask (Lask) (S 8, DK12, DW 473, DW 481, DW 483)
- Orchów
- Okup Wielki

Woiwodschaft Łódź, Powiat Zduńskowolski
- Ostrówek
-  Zduńska Wola (S 8, DK12)
- Czechy

Woiwodschaft Łódź, Powiat Sieradzki
- Grabowiec
-  Sieradz (S 8, DK12, DK 83, DW 479, DW 480)
- Dębołęka
- Tumidaj
- Zapole
- Rembów
-  Złoczew (S 8, DK 45, DW 477)
- Bujnów

Woiwodschaft Łódź, Powiat Wieruszowski
- Kluski
- Lututów (Lututow)
- Siedliska
-  Wieruszów (Weruschau) (S 8, DW 450)

Woiwodschaft Großpolen, Powiat Kępiński
-  Kępno (Kempen) (S 8, S 11, DK 11, DK 39)
-  Bralin (Bralin) (S 8)